# Rennie & Prosser
Rennie & Prosser Ltd. war ein britischer Hersteller von Automobilen.

## Unternehmensgeschichte
Das Unternehmen aus Glasgow begann 1911 mit der Produktion von Automobilen. Der Markenname lautete Cotton. Auftraggeber war die von Alfred Cotton geleitete Cotton Motor Car Company Ltd. aus Brisbane, die die Fahrzeuge auch abnahm und in Australien verkaufte. Im gleichen Jahr endete die Produktion. Insgesamt entstanden etwa 15 Fahrzeuge.

## Fahrzeuge
Die Fahrzeuge waren für den Einsatzzweck in unwegsamen Gelände gedacht und verfügten daher über eine hohe Bodenfreiheit. Ein Vierzylindermotor von White & Poppe mit OHV-Ventilsteuerung und 24 PS Leistung trieb die Fahrzeuge an. Das Leergewicht war mit 1323 kg angegeben.